# Campoplex malaisei
Campoplex malaisei är en stekelart som beskrevs av Gupta och Maheshwary 1977. Campoplex malaisei ingår i släktet Campoplex och familjen brokparasitsteklar. Inga underarter finns listade.